# Estação Assemblée Nationale
Assemblée Nationale é uma estação da linha 12 do Metrô de Paris, localizada no 7.º arrondissement de Paris.

## História
A estação foi inaugurada em 5 de novembro de 1910. Ele se situa no boulevard Saint-Germain entre a rue de Lille e a rue de l'Université.
A entourage de ferro forjado dos acessos é característico do estilo da Compagnie Nord-Sud.
Ele foi chamada Chambre des députés até 30 de junho de 1989. Ela recebeu em seguida seu nome atual, mais de acordo com a designação oficial da primeira câmara do parlamento francês na Quinta República. Antes os professores de direito constitucional poderia dizer a seus alunos: Sous la Cinquième république la Chambre des députés n'est qu'une station de métro (Na Quinta República, a Câmara dos Deputados é apenas uma estação de metrô).
Em 1990, o desenvolvimento da estação que está a cargo do artista francês Jean-Charles Blais. Ele inventou um dispositivo constituído de um gigantesco friso de cartazes impressos e renovados periodicamente. Estas imagens constituem um conjunto de grandes cabeças pretas sobre um fundo colorido. Livre de publicidade, ela é o objeto de transformações regulares para o efeito de relançamento de formas e cores.
Desde 2004 (e até 2014), Jean-Charles Blais foi de novo convidado a imaginar uma nova série de imagens destinadas a renovar este dispositivo. Esta segunda versão é intitulada "a Câmara dupla". Composta de formas mais livres, esse afresco se sucede a si mesmo pela declinação das variações cromática e formais que a singulariza; a cada três meses, esta reafetação cria um efeito de surpresa para os passageiros.
Um grande fragmento (cerca de 25 metros) de lançamento da estação foi restaurada pelo Museu de Arte Moderna (MoMA), de Nova York no âmbito da exposição "Thinking Print" em 1996.
Na ocasião do quinquagésimo aniversário da constituição da Quinta República, em setembro de 2008, um parêntese neste dispositivo artístico foi encomendado pela agência Curius para instalar por um período de três meses os retratos dos presidentes da República Francesa e os principais eventos relacionados com a França e os transportes.
Em 2011, 1 085 710 passageiros entraram nesta estação. Ela viu entrar 739 282 passageiros em 2016, o que a coloca na 294a posição das estações de metrô por sua frequência em 302.
Em 28 de setembro de 2016 Claude Bartolone, presidente da Assembleia Nacional, e Elisabeth Borne, presidente da RATP, inauguraram a nova decoração da estação. Ela convida os passageiros a uma imersão no local em que se exerce a soberania nacional. Em cada plataforma, cinco temas são assim declinados através de visuais específicos e de vídeos em telas que são inseridas nas telhas:
- na plataforma em direção de Front Populaire: Valores, História, Cidadania, Sociedade e Democracia;
- na plataforma em direção de Mairie d'Issy: República, Leis, Deputados, Reuniões públicas e Debates;
- finalmente as telas de vídeo apresentando a sessão pública em andamento.[8][9]

## Serviços aos Passageiros

### Acesso
- Acesso 1, Boulevard Saint-Germain: uma escadaria no 239 do boulevard Saint-Germain
- Acesso 2, Rue de Lille: uma escada no 278 do boulevard Saint-Germain
- Acesso 3, Rue de l'Université: uma escadaria no 233 do boulevard Saint-Germain

### Intermodalidade
A estação é servida pelas linhas 24, 63, 73, 83, 84 e 94 da rede de ônibus RATP e, à noite, pelas linhas N01 e N02 do Noctilien.

## Pontos turísticos
- Assembleia Nacional

## Galeria de fotografias

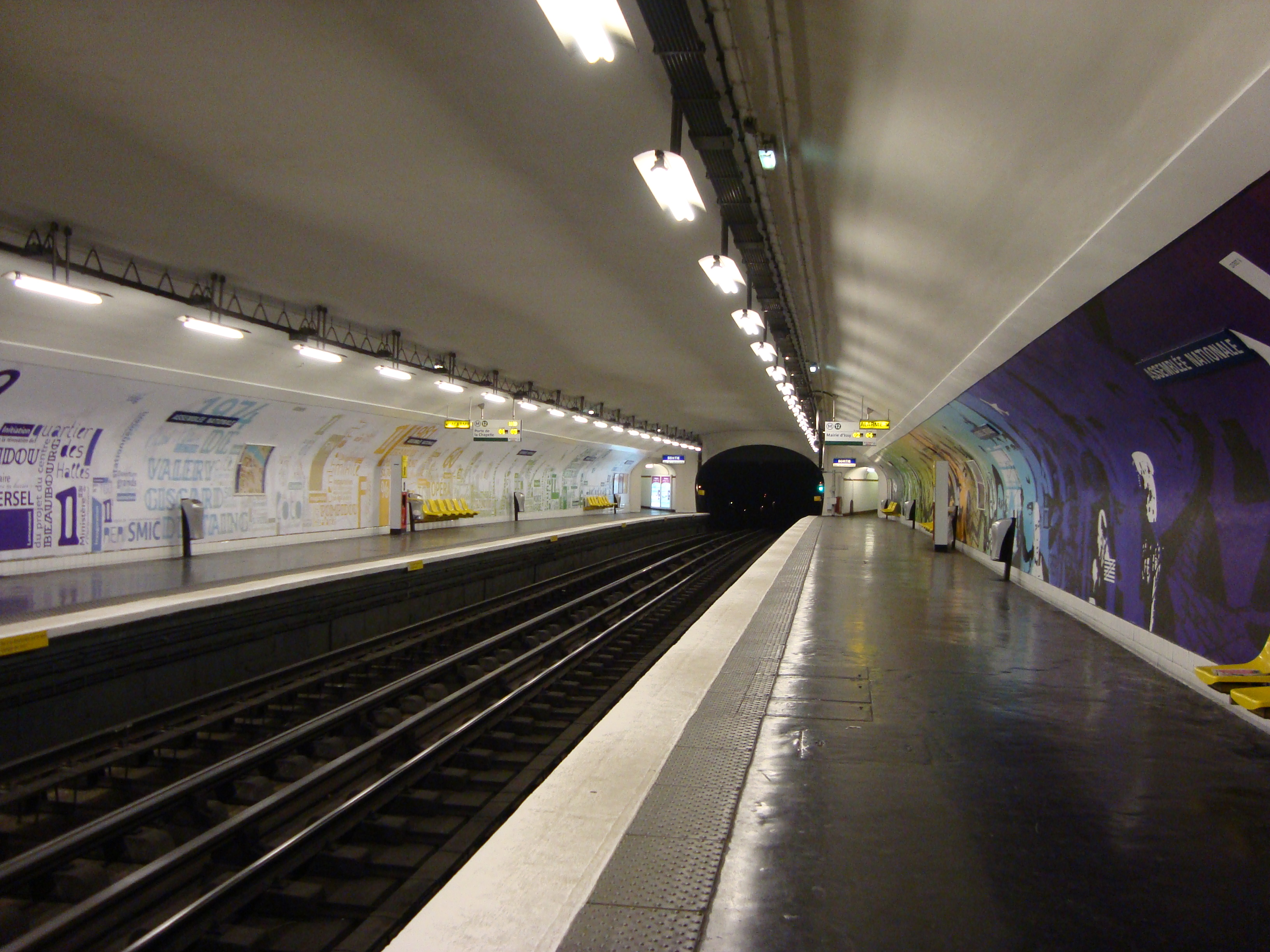
Dentro da estação, em outubro de 2008.
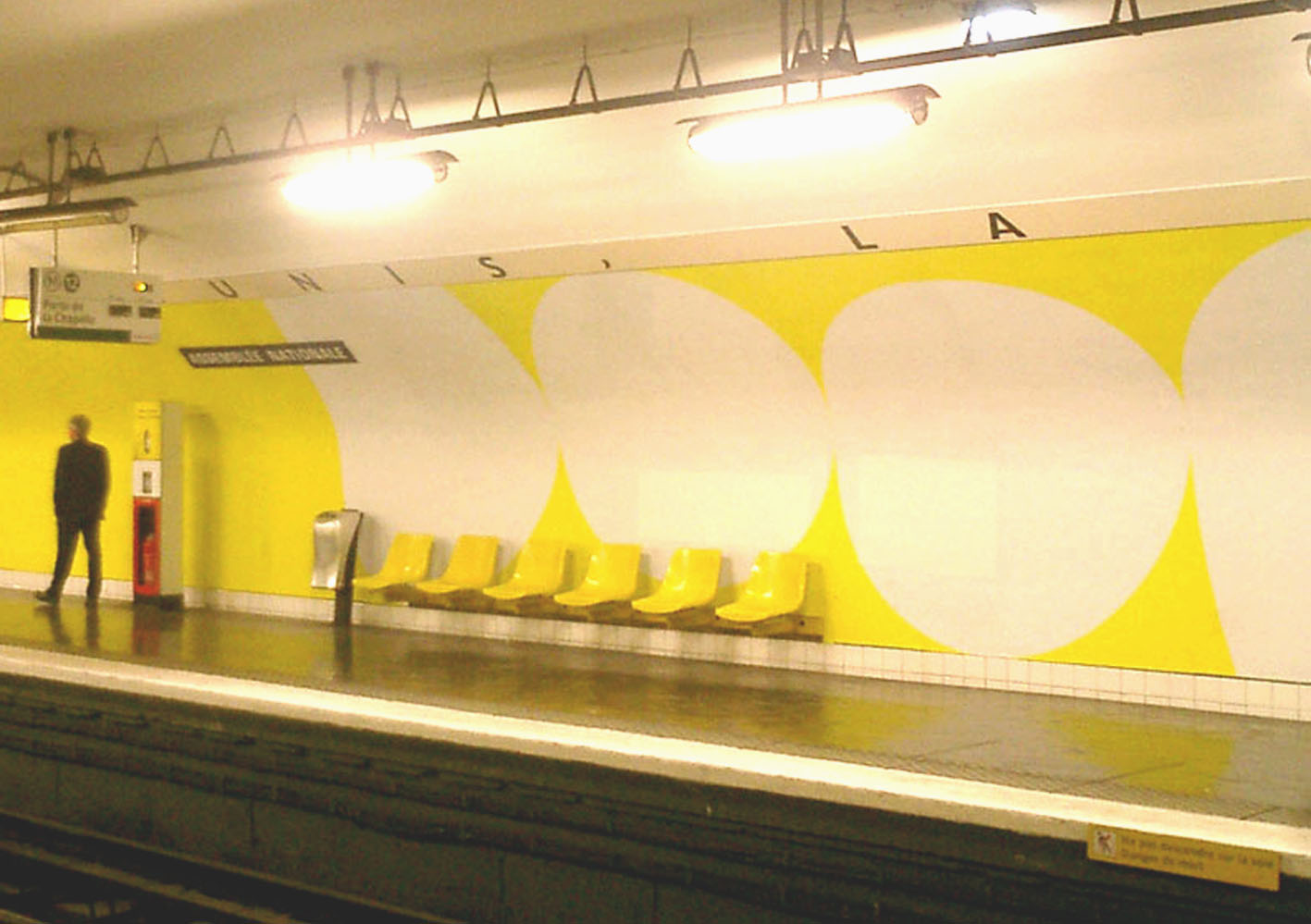
A estação em 2006.
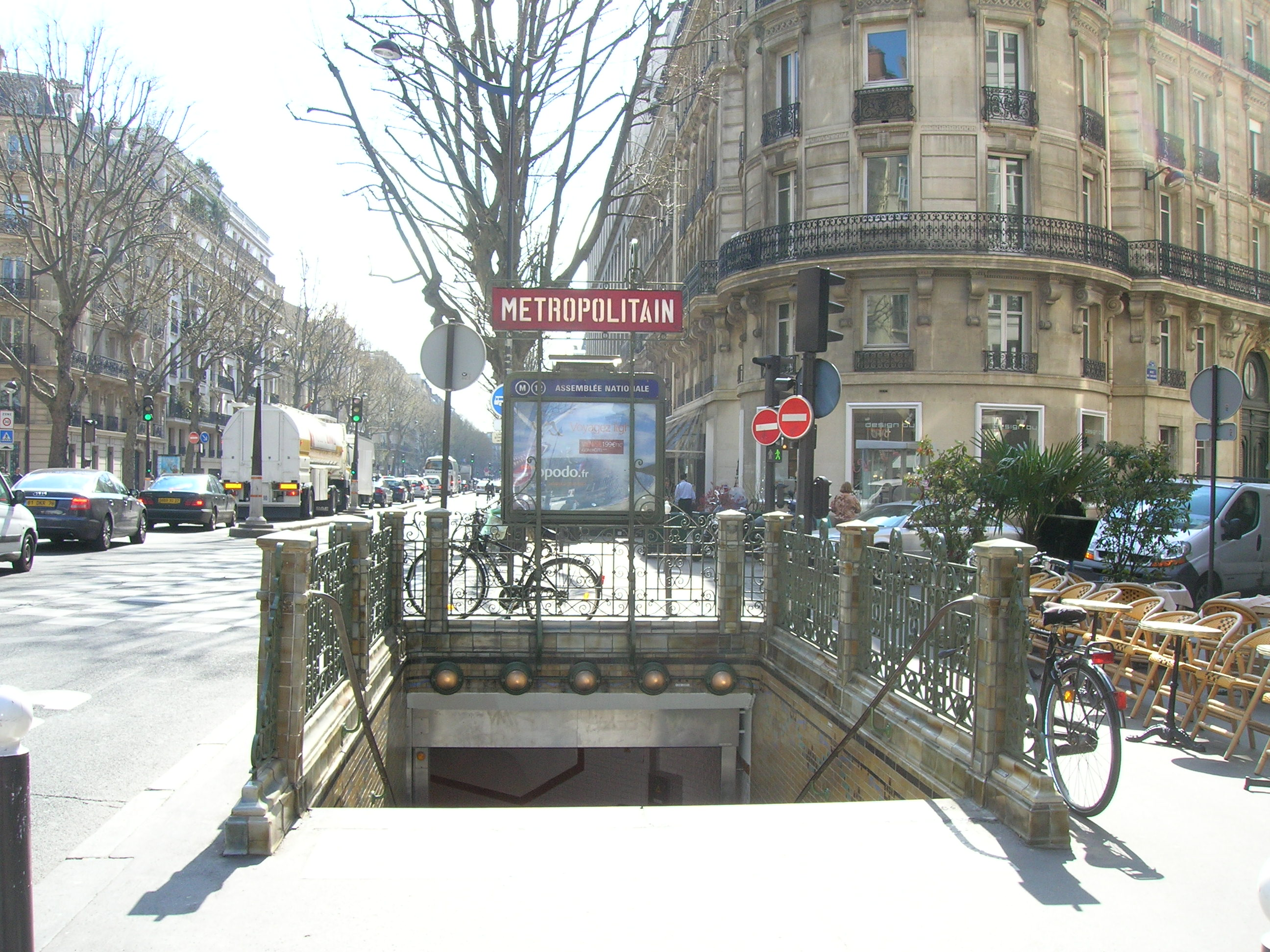
Acesso 1: boulevard Saint-Germain.

Afresco criado em 30 de setembro de 2008 pela agência Curius por um período de três meses, representando os presidentes franceses da Quinta República
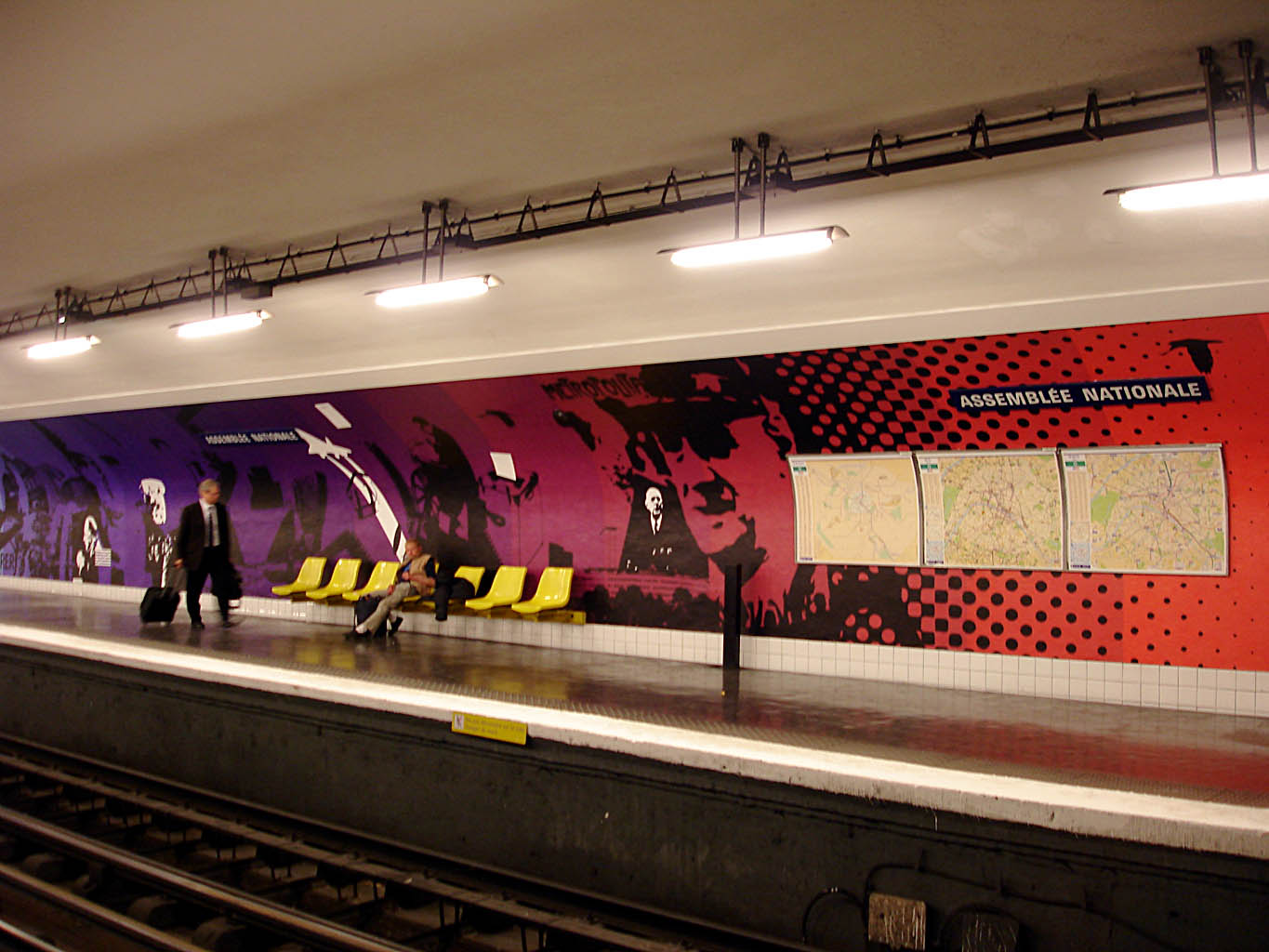
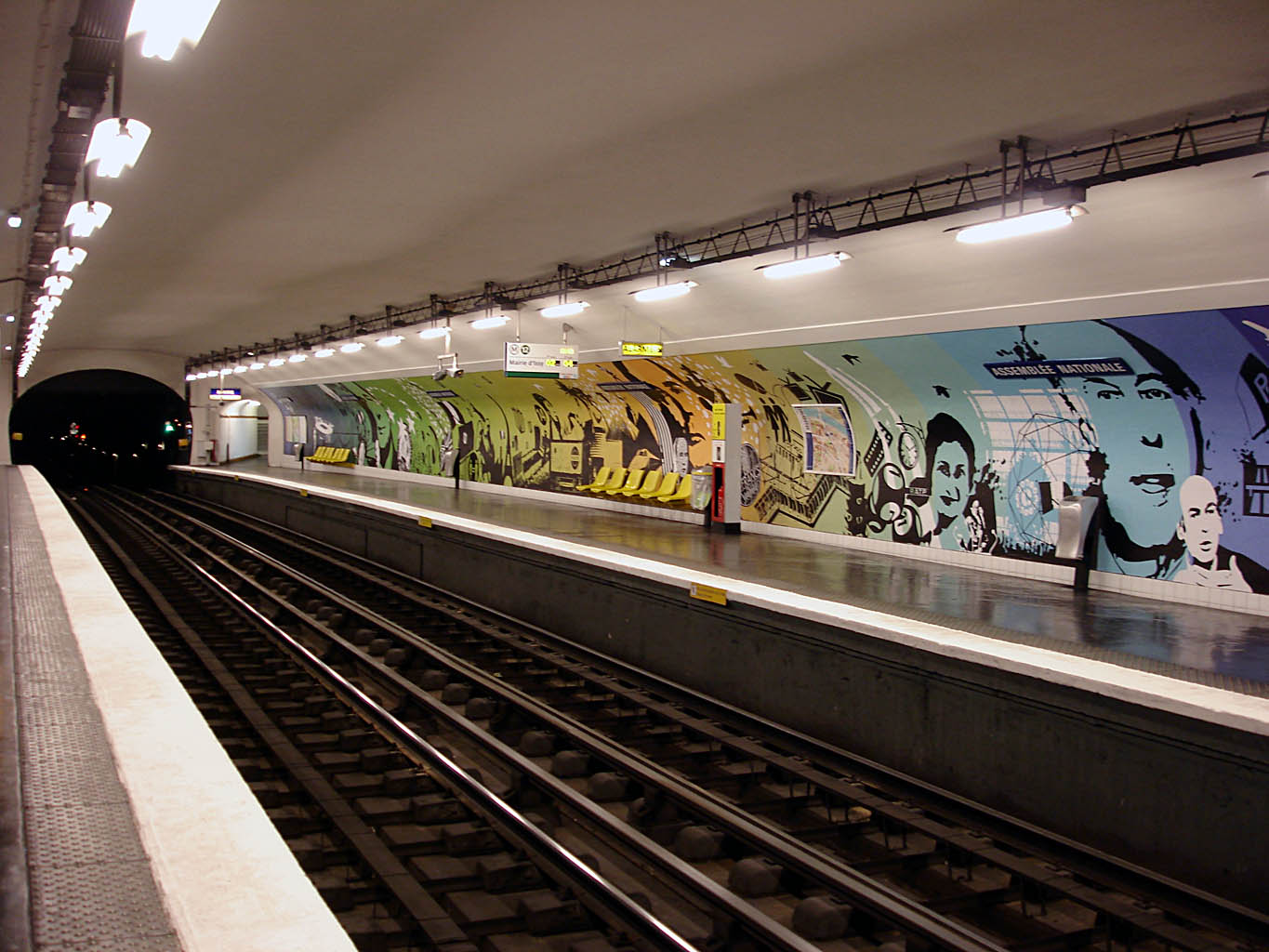
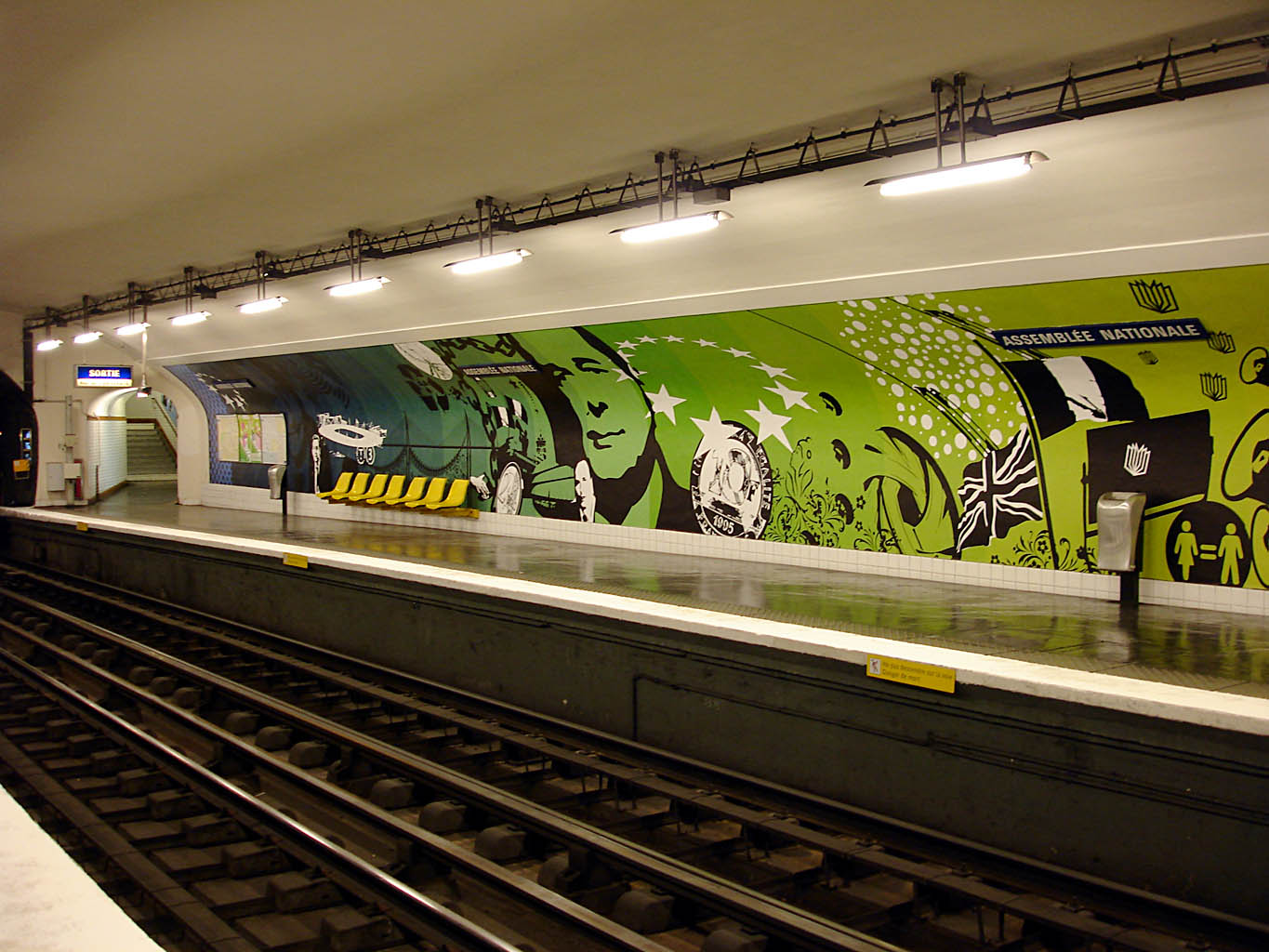